# Ben Hennekam
Bernardus Martinus Johannes (Ben) Hennekam (Princenhage, 31 oktober 1941) is een Nederlands voormalig politicus voor de KVP, het CDA en de Lijst Harry Bakker.  
Hennekam studeerde rechten in Nijmegen. Ook had hij de Academie voor Lichamelijke Opvoeding gevolgd. Aanvankelijk werkte hij ook als docent lichamelijke opvoeding. Hennekam was aanvankelijk actief in de lokale politiek namens de Katholieke Volkspartij (KVP), die later op zou gaan in het Christen-Democratisch Appèl (CDA). Van 1970 tot 1982 was hij lid van de gemeenteraad van Prinsenbeek en van 1974 tot 1982 was hij wethouder in dezelfde plaats. In 1978 werd hij ook lid van de Tweede Kamer. Hij hield zich daar vooral bezig met binnenlandse zaken, politie, verkeer en sport. Een door hem ingediend amendement op het wetsvoorstel gemeentelijke herindeling Zuid-Limburg leidde tot de vorming van de gemeente Landgraaf. In de jaren 1987 en 1988 was hij voorzitter van het Benelux-parlement. In 1980 behoorde hij tot de vier leden van zijn fractie die tegen een (aangenomen) amendement-Faber stemden, om een minderheid het recht op enquête te verlenen.
Na zijn vertrek uit de Kamer was hij secretaris-generaal Economische Unie Benelux te Brussel. In deze functie bleef hij tot januari 2007 werkzaam. In dat jaar werd hij nog eens wethouder, ditmaal in Drimmelen namens Lijst Harry Bakker.
- Parlement.com: vg09llmcfdyq